# Metaliferi-bjergene
Metaliferi-bjergene (rumænsk: Munții Metaliferi; ungarsk: Erdélyi-érchegység), hvilket betyder Ertsbjerge, ligger er en del af Apusenibjergene i bjergkæden Karpaterne.

## Toppe
Den højeste top er Poienita, der er 1.437 moh. Kæden omfatter også Detunatele, et par basalttoppe, som er to af de smukkeste toppe i Apusenibjergene.  I området ligger Kobberminen Roșia Poieni og flere andre bebyggelser.

## Søer
Der er flere opstemmede søer i Metaliferibjergene. Fem af dem er beliggende nær Roșia Montană:
- Lacul Mare har et overfladeareal på 2,5 hektar og en maksimal dybde på 5 m; den ligger i en højde af 930 moh. og blev bygget i 1908.
- Țarinii-søen har et overfladeareal på 0.6 ha (1,5 acres) og en maksimal dybde på 10 m (33 ft) ; den ligger i en højde af 1,000 m (3.300 ft) og blev bygget i 1900.
- Anghel-søen har et overfladeareal på 0.6 ha (1,5 acres) og en maksimal dybde på 4 m (13 ft) ; det ligger i en højde af 850 m (2.790 ft), bag en 40 m (130 ft) lang dæmning.
- Brazi-søen har et overfladeareal på 0.6 ha (1,5 acres) og en maksimal dybde på 6 m (20 ft) ; det ligger i en højde af 930 m (3.050 ft), bag en 130 m (430 ft) lang dæmning.
- Cartuș-søen har et overfladeareal på 0.3 ha (0,74 acres) og en maksimal dybde på 2 m (6 7 fod i).

- Mada Gorge (Cheile Măzii eller Madei) i Metaliferi-bjergene
- Lacerta bilineata ved Pleșa Mare-toppen
- Detunata Goală, en af de to søjleformationer af basalt